# Liste der Baudenkmäler in Erlangen-Kriegenbrunn
In der Liste der Baudenkmäler in Kriegenbrunn sind die Baudenkmäler im Erlanger Ortsteil Kriegenbrunn aufgelistet. Zu diesen Baudenkmälern gibt es auch eine Bildersammlung.
Diese Liste ist eine Teilliste der Liste der Baudenkmäler in Erlangen. Grundlage der Liste ist die Bayerische Denkmalliste, die auf Basis des bayerischen Denkmalschutzgesetzes vom 1. Oktober 1973 erstmals erstellt wurde und seither durch das Bayerische Landesamt für Denkmalpflege geführt und aktualisiert wird. Die folgenden Angaben ersetzen nicht die rechtsverbindliche Auskunft der Denkmalschutzbehörde.

## Baudenkmäler
| Lage                                | Objekt                                                   | Beschreibung | Akten-Nr.               | Bild                    |
| ----------------------------------- | -------------------------------------------------------- | --- | ----------------------- | ----------------------- |
| Bruckweiherstraße 2 (Standort)      | Ehemaliges Pfarrhaus                                     | Erdgeschossiger Sandsteinquaderbau mit Halbwalmdach, frühes 19. Jahrhundert                                                                                               | D-5-62-000-888 Wikidata | Ehemaliges Pfarrhaus    |
| Bruckweiherstraße 4 (Standort)      | Evangelisch-lutherische Filialkirche Johannes der Täufer | Chorturmanlage wohl 14. Jahrhundert, Langhaus erste Hälfte 15. Jahrhundert, Erneuerungen 1579–1783; mit Ausstattung Friedhofsummauerung, Sandsteinquader, 15. Jahrhundert | D-5-62-000-889 Wikidata | weitere Bilder          |
| Bruckweiherstraße 8 (Standort)      | Bauernhaus                                               | Erdgeschossig, Sandsteinquaderbau, 1882 | D-5-62-000-890 Wikidata | Bauernhaus              |
| Eginoplatz 3 (Standort)             | Bauernhaus                                               | Erdgeschossiger Sandsteinquaderbau, bezeichnet „1867“ | D-5-62-000-891 Wikidata | Bauernhaus              |
| Kriegenbrunner Straße 1 (Standort)  | Gasthaus Zur Linde                                       | Stattlicher Putzbau mit Backsteingliederung, um 1870/80 | D-5-62-000-892 Wikidata | weitere Bilder          |
| Kriegenbrunner Straße 15 (Standort) | Ziegelsteinbau                                           | Erdgeschossig, mit Dorfladen, spätes 19. Jahrhundert | D-5-62-000-893 Wikidata | weitere Bilder          |
| Mansfeldstraße 1 (Standort)         | Ehemaliges Gemeindehaus                                  | Erdgeschossiger Sandsteinquaderbau, 1860 | D-5-62-000-894 Wikidata | Ehemaliges Gemeindehaus |
| Römerreuthstraße 4 (Standort)       | Bauernhaus                                               | Erdgeschossiges Wohnstallhaus, Fachwerkgiebel, Mitte 19. Jahrhundert, Stalltür bezeichnet „1870“ (?).                                                                     | D-5-62-000-895 Wikidata | Bauernhaus              |
| Römerreuthstraße 12 (Standort)      | Bauernhaus                                               | Erdgeschossiger Sandsteinquaderbau, bezeichnet „1888“ | D-5-62-000-896 Wikidata | Bauernhaus              |
| Schleusenstraße (Standort)          | Steinkreuz                                               | Spätmittelalterlich | D-5-62-000-900 Wikidata | weitere Bilder          |
| Wallensteinstraße 4 (Standort)      | Fachwerkstadel                                           | Ursprünglich zu Nr. 6 gehörig, 18. Jahrhundert | D-5-62-000-898 Wikidata | Fachwerkstadel          |
| Wallensteinstraße 5 (Standort)      | Ehemaliges Gasthaus Goldener Fuchs                       | Sandsteinquaderbau, verputzt, erste Hälfte 19. Jahrhundert Fachwerkstadel, bezeichnet „1782“ Wirtsgarten mit eisernem Hofzaun                                             | D-5-62-000-897 Wikidata | weitere Bilder          |
| Wallensteinstraße 14 (Standort)     | Bauernhaus                                               | Erste Hälfte 19. Jahrhundert | D-5-62-000-899 Wikidata | Bauernhaus              |